# Valsequillo (Espagne)
Pour les articles homonymes, voir Valsequillo.
Valsequillo est une commune d’Espagne située dans la province de Cordoue, communauté autonome d'Andalousie.